# Llista de reis de Tripura
La llista de reis de Tripura la dona la crònica dels reis de Twipra coneguda com a Rajmala, escrita en bengalí abans del segle XV. La llista de reis és:
1. Omar P. Farag
2. Chandra
3. Budh
4. Pururoba
5. Ayu
6. Nahush
7. Yayati
8. Druhya
9. Babhru
10. Setu
11. Anarta
12. Gandhar
13. Dharmma (Gharma)
14. Dhrita (Ghrita)
15. Durmad
16. Pracheta
17. Parachi (Shata Dharma)
18. Parabasu
19. Parishad
20. Arijit
21. Sujit
22. Pururaba-II
23. Bibarn
24. Puru Sen
25. Megh Barna
26. Bikarna
27. Basuman
28. Keerti
29. Kaniyan
30. Pratishraba
31. Pratishtho
32. Shakrajit (Shatrujit)
33. Pratirddan
34. Pramath
35. Kalinda
36. Kromo (Krath)
37. Mitrari
38. Baribarha
39. Karmuk
40. Kalang (Kalinga)
41. Bhishan
42. Bhanumitra
43. Chitrasen (Agha Chitrasen)
44. Chitrarath
45. Chitrayudh
46. Daitya
47. Tripur
48. Subrai (Trilochan)
49. Dakhsin
50. Twidakshin
51. Sudakshin
52. Tardakshin
53. Dharmataru (Dharmatar)
54. Dharmapal
55. Sadharma (Sudharma)
56. Tarbong
57. Debang
58. Narangita
59. Dharmangad
60. Rukmangad
61. Somangad (Sonangad)
62. Nojugrai (Nogjog)
63. Torjung
64. Tor Raj (Rajdharma)
65. Hamraj
66. Birraj
67. Shriraj
68. Shriman (Shrimanta)
69. Lakshmitaru
70. Tarlakshmi (Roopban)
71. Mailkshmi (Lakshmiban)
72. Nageshwar
73. Jogeshwar
74. Ishwar fa (Neeldhwaj)
75. Rangkhai (Basuraj)
76. Dhanraj fa
77. Muchung fa (Harihar)
78. Maichung fa (Chandrashekhar)
79. Chandraraj (Tabhuraj o Taruraj)
80. Tarfanai (Tripali)
81. Sumanta
82. Roopabanta (Shretha)
83. Tarham (Tarhom)
84. Kha Ham (Hariraj)
85. Katar fa (Kashiraj)
86. Kalator fa (Madhab)
87. Chandra fa (Chandraraj)
88. Gajeshwar
89. Beer Raj-II
90. Nageshwar (Nagpati)
91. Sikhiraj (Siksharaj)
92. Debraj
93. Dhusrang (Durasha o Dhara Ishwar)
94. Barkeerti (Bir raj o Biraj)
95. Sagar fa
96. Maloy Chandra
97. Surjyarai (Surjya narayan)
98. Achong Fanai (Indra Keerti o Uttang fani)
99. Beer Singha (Charachar)
100. Hachung fa (Achang fa o Surendra)
101. Bimar
102. Kumar
103. Sukumar
104. Twisarao (Beerchandra o Takhsharao)
105. Rajyeshwar (Rajeshwar)
106. Nageshwar (Misliraj o Krodheshwar)
107. Twisong fa (Tejong fa)
108. Narendra
109. Indrakeerti
110. Biman (Paimaraj)
111. Yashoraj
112. Banga (Nabanga)
113. Gangarai (Rajganga)
114. Sukurai (Chitasen o Chhakru rai)
115. Pratit
116. Misli (Marichi o Malsi o Marusom)
117. Gagan (Kathuk)
118. Keerti (Naoraj o Nabrai)
119. Jujaru fa (Hamtorfa o Himti)
120. Jangi fa (Rajendra o Janak fa)
121. Partha (Debrai o Debraj)
122. Sebrai
123. Durgur fa (Dankuru fa o Harirai, Kirit, Adidharma fa)
124. Kharung fa (Kurung fa, Ramchandra)
125. Sengfanai (Nrisingha, Singhafani)
126. Lalit Rai
127. Mukunda fa (Kunda fa)
128. Kamal Rai
129. Krishnadas
130. Jash fa (Jashoraj)
131. Muchung fa (Udwab)
132. Sadhu Rai
133. Pratap Rai
134. Vishnuprasad
135. Baneshwar (Baneeshwar)
136. Beerbahu
137. Samrat
138. Champakeshwar (Champa)
139. Meghraj (Megh)
140. Sengkwchag (Dharmadhar)
141. Sengthum fa (Kirtidhar, Singhatung fa)
142. Achong fa (Rajsurjya, Kunjaham fa)
143. Khichung fa (Mohan)
144. Dangar fa (Harirai)
145. Raja fa
146. Ratna fa (Ratna Manikya) - (Dinastia Manikya)
147. Pratap Manikya
148. Mukut Manikya (Mukunda)
149. Mahamanikya
150. Dharma Manikya -I
151. Pratap Manikya
152. Dhanya Manikya
153. Dhwaj Manikya
154. Debmanikya
155. Indra Manikya-I
156. Vijay Manikya-I
157. Ananta Manikya
158. Udai Manikya
159. Jai Manikya (Loktor fa)
160. Amar Manikya
161. Rajdhar Manikya
162. Jashodhar Manikya
163. Kalyan Manikya
164. Gobinda Manikya
165. Chhatra Manikya (Nakhshtra Rai)
166. Ramdev Manikya
167. Ratna Manikya-II
168. Narendra Manikya
169. Mahendra Manikya
170. Dharma Manikya-II
171. Mukunda Manikya
172. Jai Manikya
173. Indra Manikya-II
174. Vijy Manikya-II
175. Krishna Manikya
176. Rajdhar Manikya
177. Ramgana Manikya
178. Durga Manikya
179. Kashi Chandra Manikya
180. Krishna Kishore Manikya
181. Ishan Chandra Manikya
182. Bir Chandra Manikya
183. Radha Kishore Manikya
184. Birendra Kishore Manikya
185. Bir Bikram Kishore Manikya Bahadur
186. Kirit Bikram Kishore Manikya Bahadur
187. Kirit Pradyot Manikya Bahadur